# Globulair eiwit

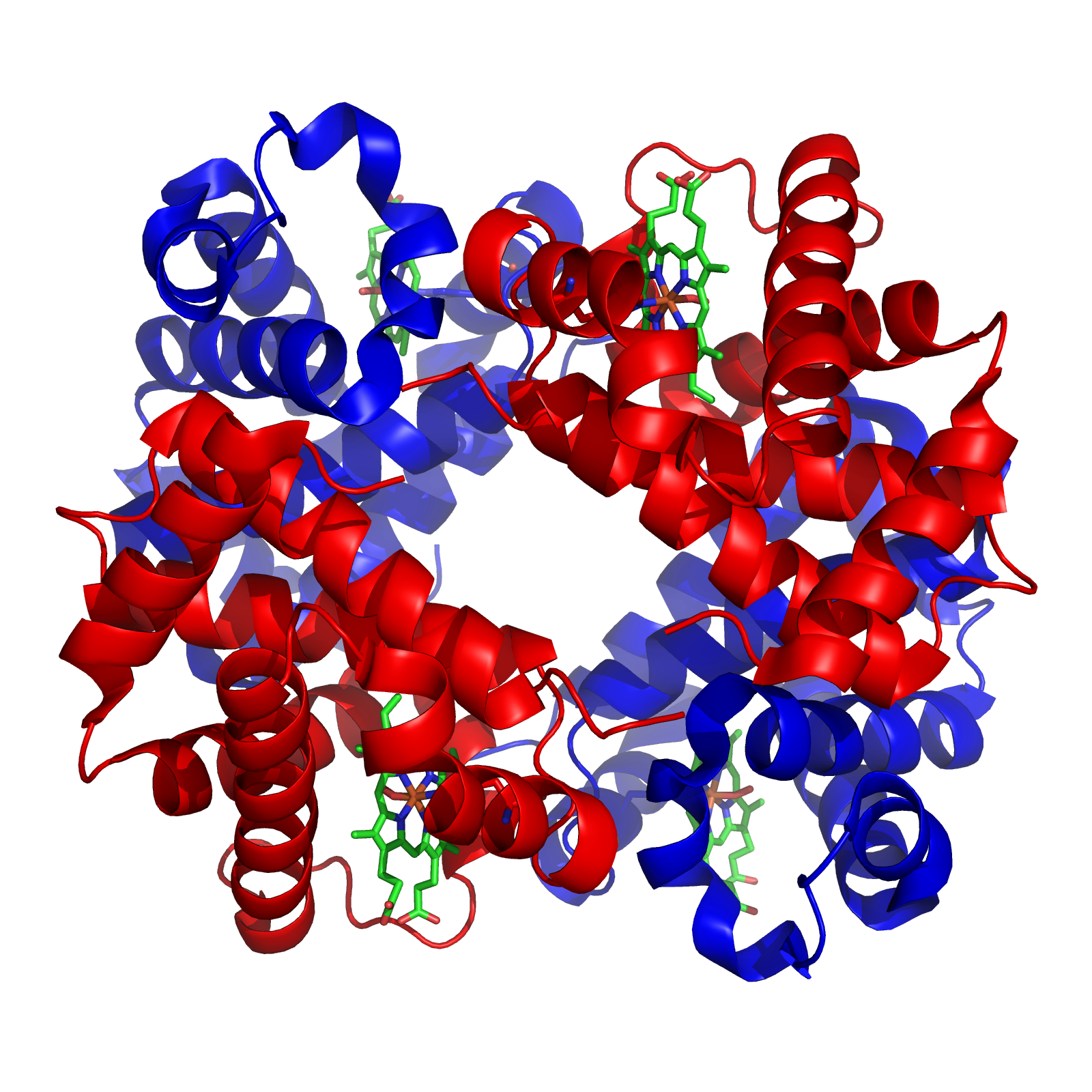
Structuur van hemoglobine, een bolvormig eiwit uit de globine-familie

Globulaire eiwitten of sferoproteïnen (Engels: globular proteins) zijn eiwitten met een bolvormige tertiaire structuur. Van alle typen eiwitten zijn globulaire eiwitten de meest abundante groep (de andere typen zijn vezeleiwitten, ongestructureerde eiwitten en membraaneiwitten). Globulaire eiwitten zijn, in tegenstelling tot vezel- of membraaneiwitten, relatief goed oplosbaar in water. Er zijn veel verschillende eiwitten die zich meer of minder opvouwen in een sferische conformatie, dus bestaan er diverse families van globulaire eiwitten.
De functies van globulaire eiwitten zijn divers: katalyse, signaaloverdracht, genexpressie en afweer (immunoglobulinen). Een belangrijke eigenschappen van globulaire eiwitten is dat ze goed oplosbaar zijn in de waterfase waarin ze actief zijn. Dit komt doordat de meeste polaire aminozuurresiduen van het eiwit naar buiten uitsteken en interacties aan kunnen gaan met het omliggende water. De apolaire aminozuren liggen voornamelijk naar binnen. Een voorbeeld van een eiwit dat zich op deze manier opvouwt is cytochroom c of myoglobine.
Een van de best bestudeerde eiwitfamilies met een duidelijk globulaire structuur, zijn de globinen. Deze evolutionair verwante eiwitten hebben een rol in binding en transport van zuurstof (hemoglobine, myoglobine). In globinen vouwen zich acht alfa-helices (A-H) tot een compacte bolvormige structuur, wat van belang is voor stabilisatie van de heemgroep en de oplosbaarheid van het eiwit.